# Cảnh Câu
Cảnh Câu (景駒, ? – 208 TCN), tính Mị (羋), thị Cảnh (景), là vua chư hầu nước Sở cuối thời nhà Tần trong lịch sử Trung Quốc. Ông tham gia khởi nghĩa chống sự cai trị của nhà Tần và phục hồi nước Sở như cục diện thời Chiến Quốc.

## Lên ngôi
Theo Sử ký, Cảnh Câu là dòng dõi vua nước Sở thời Chiến Quốc. Họ Cảnh (景) vốn có nguồn gốc từ Công tử Thân, trưởng tử thứ xuất của Sở Bình vương.
Năm 223 TCN, nước Sở bị Tần Thủy Hoàng tiêu diệt.
Tháng bảy âm lịch năm 209 TCN, 900 người lính thú ở nước Sở cũ theo Trần Thắng khởi nghĩa ở làng Đại Trạch chống lại sự cai trị của nhà Tần. Trần Thắng đánh đến đất Trần xưng hiệu là Trương Sở vương, tự lập làm vua Sở.
Tháng chạp năm 208 TCN, tướng Tần là Chương Hàm diệt xong Trương Sở, Trần Thắng bỏ chạy rồi bị người đánh xe là Trang Giả giết chết. Chương Hàm mang quân đánh Ngụy vương Cữu.
Một tướng khởi nghĩa chống nhà Tần tại đất Đàm là Tần Gia, vốn không thần phục Trần Thắng, nghe tin quân của Trần Thắng ở đất Trần bị phá vỡ liền bỏ chạy khỏi đất Đàm đến Thành Lưu. Tần Gia tìm được Cảnh Câu, bèn lập làm Sở giả vương để có danh nghĩa kế tục chống Tần.

## Thất bại
Cảnh Câu lên ngôi nhưng thế lực suy yếu, liệu sức không chống được nhà Tần, bèn sai Công Tôn Khánh đi sứ sang Tề vương, muốn cùng Tề vương hợp lực tiến quân. Tề vương Điền Đam từ chối và giết Khánh.
Lưu Bang mới khởi nghĩa, bị bộ tướng Ung Xỉ phản lại, mang đất Phong về hàng Ngụy Cữu. Lưu Bang cô thế bèn đến Thành Lưu xin gia nhập quân của Giả vương Cảnh Câu để mượn quân về đánh lại ấp Phong. Cảnh Câu cấp quân cho Lưu Bang, sai đi cùng Ninh Quân đi đánh các thành ấp của nhà Tần.
Hạng Lương khởi nghĩa ở đất Ngô, mang quân vượt sông Trường Giang đánh Tần. Tần Gia mang Cảnh Câu đóng quân ở phía đông Bành Thành, muốn chống lại Hạng Lương. Hạng Lương chưa biết Trần Thắng đã chết nên hiệu lệnh cho mọi người:
Trần Vương là người khởi nghĩa đầu tiên, vì chiến trận không lợi, nay không biết ở đâu. Bây giờ Tần Gia phản Trần Vương lập Cảnh Câu, tức là phản nghịch vô đạo!
Hạng Lương bèn tiến quân đánh Tần Gia. Quân của Tần Gia thua chạy. Tần Gia bị giết, quân lính đầu hàng. Giả vương Cảnh Câu thất thế bỏ chạy, đến nước Lương thì bị giết, không rõ bao nhiêu tuổi.
Sau khi biết Trần Thắng đã chết, Hạng Lương bèn lập một người dòng dõi nước Sở khác là Mễ Tâm lên ngôi, tức là Sở Hoài Vương.